# Siège de Tunis (1756)
Guerre algéro-tunisienne de 1756
Batailles
Bataille du Kef
Prise de Béja
Le siège de Tunis est une bataille qui oppose la régence d'Alger sous le règne du dey Baba Ali Bou Sebaa à la régence de Tunis dirigé par Ali Ier Pacha du 24 juin au 2 septembre 1756. L'armée algérienne est dirigée par le bey de Constantine, Hussein Bey Zereg-Aïnou, accompagné par les cousins d'Ali Ier Pacha, Ali et Mohamed Rachid, tandis que les forces tunisiennes sont commandées par Ali Ier Pacha lui-même et son fils Sidi Mohamed Bey.

## Contexte
À la suite de la bataille du Kef, le 23 juin, Le Kef est prise puis pillée par l'armée algérienne, qui se dirige ensuite vers Béja. Après la prise de cette ville, l'armée algérienne se dirige vers la capitale de la régence, Tunis.

## Déroulement
La supériorité de la marine d'Alger sur celle de Tunis oblige Ali Ier Pacha à négocier avec Pons-François de Rosset de Rocozel, le bailli de Fleury, général des galères de Malte, en espérant obtenir l'aide du grand maître de l'Ordre de Saint-Jean de Jérusalem à Malte afin d'éviter l'arrivée par la mer des Algériens. Ce dernier refuse dans un premier temps, ne voyant pas d'avantages pour l'ordre ou la chrétienté. Ali Pacha promet alors de rendre la liberté à tous les chrétiens à condition que les navires de Malte forcent les Algériens à se retirer.
Dans la nuit du 21 au 22 juillet, les Algériens campent devant Le Bardo avec 5 000 fantassins, 1 000 spahis turcs et de nombreux cavaliers tunisiens fidèles aux princes Ali et Mohamed Rachid. Cette armée est divisée en trois corps, la première commandée par le bey Hussein, la deuxième par Ali et la troisième par Mohamed. En guise d'artillerie, elle ne possède que trois mortiers à bombes et huit pièces de canon de différents calibres mais elle est robuste et disciplinée. De l'autre côté, les assiégés comptent 14 000 soldats, dont 8 000 d'infanterie et 6 000 cavaliers, et quelque 200 pièces de canon qui défendent la ville de Tunis.
Le 23 juillet, les Algériens déplacent leurs camps plus près des sources d'eau et des retranchements. Aucune attaque n'est cependant lancée.
Le 24, des escarmouches ont lieu sur une hauteur que les Algériens essayent de prendre durant la nuit. Sidi Mohamed Bey lance une attaque pour les en chasser et le combat dure de 6 heures à 11 heures du matin. Ce jour-là, la chaleur est extrême, les Algériens se retirant petit à petit et d'une manière si ordonnée que le seul avantage que les Tunisiens obtiennent est la hauteur abandonnée. Des deux côtés, les pertes sont à peu près égales : une cinquantaine de morts et 200 à 300 blessés de part et d'autre.
Après cette action, plus un seul coup de mousquet n'est tiré jusqu'au 14 août. Ce jour-là, les deux armées sortent de leurs retranchements ; les infanteries algérienne et tunisienne se tiennent à égale. Quelques coups de canons sont tirés et un choc de cavalerie assez violent a lieu, les Algériens perdant quelques hommes de plus que les Tunisiens.
Dix jours de plus passent dans le calme, jusqu'au 24 août, lorsqu'une action a lieu. Les deux cavaleries opposées se rencontrent à 10 heures du matin : le combat est si vif que le bey de Tunis intervient dans le combat, craignant que sa cavalerie qui est en infériorité numérique ne soit battue. Ali Ier Pacha ordonne donc à son infanterie de la soutenir, le bey de Constantine faisant aussitôt de même. Les deux armées s'échangent des coups de feu, mais les Algériens, ayant mis le sabre à la main et marché en avant, obligent une partie de l'armée tunisienne à s'enfuir et se réfugier dans la ville, l'autre partie de l'armée ne se retirant que lorsque la situation devient intenable. En tout, une centaine de morts et 500 blessés sont décomptés du côté tunisien. Les Algériens sont repoussés des murailles par des coups de canon et de mousquets, causant en tout une trentaine de morts et 200 à 300 blessés.
Les 25 et 26 août, quelques espions sont attrapés dans le camp algérien.
Le 27 août, un renfort de 2 000 soldats turcs arrive dans le camp algérien en provenance de Constantine. Partis pour Annaba, mais ayant appris que La Goulette était protégée par les galères de Malte, ils poursuivent leur route par voie terrestre vers Tunis.
Du 30 août au 1er septembre, les deux parties se bombardent à coups de canons du matin au soir. Dans la nuit du 1er au 2 septembre, une heure avant le lever du jour, les Algériens s'attaquent aux retranchements tunisiens à deux endroits différents, la résistance étant faible. Les Algériens escaladent les murs par des échelles et la ville est rapidement prise et pillée.

## Conséquences
Toutes les maisons, magasins et hôtels consulaires sont saccagés, mise à part celui d'Angleterre. Le fils d'Ali Ier Pacha est tué, et ce dernier ainsi que sa famille sont enchaînés et emmenés à Alger. Les vaisseaux de Malte, informés de la victoire des Algériens, prennent les vaisseaux corsaires qui mouillent dans le port et repartent avec leurs prises. Mohamed Rachid Bey est reconnu bey de Tunis le jour même,,.